# Rikke Poulsen
Pour les articles homonymes, voir Poulsen.
Rikke Vestergaard Poulsen, née le 20 avril 1986 à Holstebro, est une handballeuse internationale danoise qui évolue au poste de gardienne de but. 

## Palmarès

### En club
Après deux saisons Vejen EH, elle s'engage avec Viborg HK.
En 2019, elle quitte Viborg HK pour rejoindre la Team Esbjerg.

### En sélection
championnats du monde
- 6e place du championnat du monde 2015
- troisième du championnat du monde 2013[4]

championnats d'Europe
- 7e place du championnat d'Europe 2014